# Милан Јевремовић
Милан Јевремовић (Бранешци, 1868—Дрен, 1914) био је чиновник, учесник Балканских ратова и Првог светског рата и носилац Карађорђеве звезде са мачевима.
Рођен је 5. септембра 1868. године у Бранешцима, општина Чајетина, у породици имућних земљорадника Ивана и Госпаве. После завршене основне школе у Мачкату, Милан је отишао у Београд на даље школовање. У Београду је радио као чиновник у Главној контроли. У чину резервног пешадијског капетана друге класе учествовао је у Балканским ратовима и због своје исказане храбрости већ 1913. године био одликован највишим ратним одликовањем.
Учествовао је и у Првом светском рату до Колубарске битке, када је код Дрена погинуо 12. новенбра 1914. године.